# Martin Lawrence
Martin Fitzgerald Lawrence (Frankfurt am Main, 16 de abril de 1965) é um ator, comediante, roteirista e produtor norte-americano, nascido na Alemanha. Lawrence ganhou popularidade a partir da década de 1990, quando estrelou a sitcom Martin (1992–1997), exibida pela Fox, e as populares franquias de cinema House Party (1990–1991), Bad Boys (1995–2024) e Big Momma's House (2000–2011).
Outros trabalhos populares de Lawrence incluem os filmes Nothing to Lose (1997), Life (1999), Blue Streak (1999) e Wild Hogs (2007), além do primeiro filme da franquia de animação Open Season (2006), onde dublou o urso pardo Boog.

## Biografia
O quarto de seis filhos, Martin Lawrence nasceu em Frankfurt, Alemanha Ocidental (atual Alemanha) em 16 de abril de 1965. Filho de pais afro-americanos, que estavam servindo o Exército dos Estados Unidos na Alemanha, na época do seu nascimento. O nome de Lawrence foi em homenagem ao líder dos direitos civis Martin Luther king Jr. e ao presidente dos EUA John F. Kennedy. Seus pais se divorciaram quando ele tinha oito anos de idade e Lawrence raramente viu seu distante pai, John Lawrence, que também trabalhou como policial. Sua mãe, Chlora (cujo sobrenome de batismo é Bailey), começou a trabalhar em vários empregos para sustentar a família.
Durante sua adolescência, Martin Lawrence se destacou no boxe. Nessa época, ele morou em Queens, New York  e em Landover, Maryland. Ele estudou nas escolas Thomas G. Pullen School of Creative and Performing Arts (Landover, Maryland); Fairmont Heights High School (Fairmont Heights, Maryland); Eleanor Roosevelt High School, em Fort Washington, Maryland, onde ganhou Luvas de Ouro no boxe. Ele considerava seriamente uma carreira profissional no ringue, até que sofreu um acidente, que o levou a reconsiderar.

## Carreira
Em seus primeiros dias como comediante, Lawrence fez shows na região de Washington, D.C. e se sustentava com biscates. O comediante Ritch Snyder viu sua atuação e sugeriu que Lawrence tentasse a sorte em Nova Iorque.
Lawrence acabou se mudando para lá e é conseguiu uma oportunidade no clube de comédia The Improv. Pouco tempo depois, Lawrence ganhou uma vaga de atuação no Star Search. Ele se saiu bem no show e chegou à rodada final, mas não venceu. No entanto, os executivos da Columbia Pictures Television viram seu desempenho e lhe ofereceram o papel de Maurice Warfield na série What's Happening Now!!, seu primeiro trabalho como ator. Após o cancelamento do programa, Lawrence encontrou pequenos papéis em vários filmes e séries de televisão. Seu papel inovador foi como Cee em Do the Right Thing (1989), do diretor Spike Lee. Outros papéis no cinema se seguiram, como em House Party (1990), House Party 2 (1991), Talkin' Dirty After Dark (1991) e Boomerang (1992). Durante este período, o produtor Russell Simmons o selecionou para ser um dos apresentadores do programa Def Comedy Jam na HBO.
Durante sua passagem pelo programa, Lawrence estrelou sua própria série de sucesso, Martin, que foi ao ar na Fox de 1992 a 1997 e foi um enorme sucesso. A série foi o carro-chefe da programação da Fox nas noites de quinta-feira, atraindo milhões de telespectadores da programação "Must See TV" da NBC. Ele apresentou o Saturday Night Live em 19 de fevereiro de 1994, onde causou polêmica ao fazer comentários grosseiros sobre a genitália feminina e a higiene pessoal, que o fez ser banido da NBC por um tempo, até receber um pedido de desculpas do presidente da NBC na época, Warren Littlefield. Em 1995 atuou ao lado de Will Smith na comédia de ação Bad Boys, um grande sucesso de crítica e bilheteria.
Depois que sua série terminou em 1997, Lawrence começou a estrelar diversos filmes de comédia. Ele muitas vezes estrelou como segundo ator principal, em trabalhos com Eddie Murphy, Danny DeVito e Tim Robbins. Muitos de seus filmes foram sucessos de bilheteria, incluindo Nothing to Lose (1997), Life (1999), Blue Streak (1999), Big Momma's House (2000) e Bad Boys II (2003). Ele também estrelou filmes mal avaliados pela crítica e fracos de bilheteria como por exemplo Black Knight, National Security e Big Mommas: Like Father, Like Son. Ele continuou a trabalhar no cinema, com filmes como Big Momma's House 2 (2006), que estreou em primeiro lugar nas bilheterias norte-americanas e arrecadou quase 28 milhões de dólares em seu primeiro fim de semana, e Wild Hogs (2007), uma comédia de motociclistas ao lado de John Travolta, Tim Allen e William H. Macy.
Em 2006, ele forneceu sua voz para o urso Boog na animação Open Season, ao lado de atores como Ashton Kutcher, Debra Messing e Gary Sinise. Em 2008, Lawrence estrelou seu primeiro filme com classificação G, College Road Trip, da Walt Disney Pictures, no qual co-estrelou Raven-Symoné. No mesmo ano estrelou Welcome Home Roscoe Jenkins,  atuando ao lado de atores como Mo'Nique, Cedric the Entertainer e James Earl Jones.
Nos BET Awards 2009, ele apareceu em um trailer do filme de paródia com Jamie Foxx para um filme de ficção. Em 2010 atuou no filme Death at a Funeral ao lado de Chris Rock. Em janeiro de 2013, foi anunciado que Lawrence e Kelsey Grammer estavam considerando formar dupla para estrelar a comédia Partners, exibida pela Lionsgate Television. O programa estreou em 4 de agosto de 2014, mas foi cancelado após uma temporada devido a críticas negativas.
Em 2020, Lawrence reprisou seu papel como Detetive Marcus Burnett no terceiro filme da franquia Bad Boys, Bad Boys for Life, novamente ao lado de Will Smith. O filme foi considerado um sucesso financeiro, arrecadando 112 milhões de dólares nos primeiros quatro dias de lançamento.
Lawrence estrelou seu primeiro papel dramático em Mindcage (2022), ao lado de Melissa Roxburgh e John Malkovich.
Em 20 de abril de 2023, Lawrence ganhou sua estrela na Calçada da Fama de Hollywood.

## Vida pessoal

### Relacionamentos
Lawrence foi noivo da atriz Lark Voorhies em 1993. Ele se casou com a Miss Virginia USA, Patricia Southall, em 1995. Lawrence e Southall tiveram uma filha juntos, Jasmine Page, nascida em 15 de janeiro de 1996. Após algumas polêmicas envolvendo um comportamento problemático de Martin, o casal se divorciou em 1997. No mesmo ano, Lawrence começou um relacionamento com Shamicka Gibbs. Eles se casaram em 10 de julho de 2010, na casa de Lawrence em Beverly Hills. Os atores Eddie Murphy e Denzel Washington estavam entre os 120 convidados do casamento. A cantora Shanice fez uma serenata para o casal com o clássico "Lovin' You", da cantora Minnie Riperton. Lawrence e Gibbs têm duas filhas: Iyanna Fé (nascida em 9 de novembro de 2000) e Amara Trindade (nascida em 20 de agosto de 2002). Lawrence pediu o divórcio de Gibbs em 25 de abril de 2012, citando diferenças irreconciliáveis e pedindo a guarda conjunta legal e física das crianças.
Lawrence é dono de uma fazenda perto de Purcellville. Por muitos anos, ele possuía uma enorme mansão na comunidade exclusiva de Beverly Park, em Beverly Hills, mas vendeu-a em junho de 2012, logo após seu divórcio, comprando uma outra em Encino (Los Angeles) em 2013.

### Questões legais e problemas de saúde
Em julho de 1995, enquanto estava no set filmando A Thin Line Between Love and Hate, Lawrence teve uma crise de estresse e foi hospitalizado no Cedars-Sinai Medical Center.
Em 8 de maio de 1996, ele se tornou cada vez mais polêmico e foi preso depois de sacar uma pistola no meio de um cruzamento no Ventura Boulevard, em Los Angeles, gritando: "Eles estão tentando me matar!" Ele foi novamente hospitalizado, com seu agente de relações públicas citando exaustão e desidratação como as razões para o episódio. Após sua segunda internação hospitalar, uma enfermeira particular foi contratada para supervisioná-lo. Tempos depois, ao embarcar em um avião para Phoenix, Lawrence tentou passar por um detector de metais, enquanto carregava uma pistola Beretta de 9m.
Em janeiro de 1997, a atriz Tisha Campbell-Martin, que contracenava com Lawrence na série Martin, entrou com uma ação contra ele, acusando-o de assédio sexual e abuso verbal dentro e fora do set. Em abril de 1997, Campbell resolveu a ação e aceitou aparecer nos dois últimos episódios da série.
Em março de 1997, Lawrence foi preso depois de socar um homem em uma boate de Hollywood.
Em agosto de 1999, durante as preparações para o filme Big Momma's House, Lawrence entrou em coma por três dias, após sofrer um colapso por exaustão, devido ao calor, enquanto corria a 38 graus centígrados. Ele estava usando roupas pesadas e uma "máscara de plástico". Lawrence se recuperou no hospital, depois de quase morrer devido a uma alta  temperatura corporal.
Lawrence também já teve sérios problemas com maconha, chegando a ir para um centro de reabilitação de drogas.

## Filmografia

### Filmes
| Ano  | Título                              | Papel                                      | Notas                                                                 |
| ---- | ----------------------------------- | ------------------------------------------ | --------------------------------------------------------------------- |
| 1989 | Do The Right Thing                  | Cee                                        |                                                                       |
| 1990 | House Party                         | Bilal                                      |                                                                       |
| 1991 | Talkin' Dirty After Dark            | Terry                                      |                                                                       |
| 1991 | House Party 2                       | Bilal                                      |                                                                       |
| 1992 | Boomerang                           | Tyler Hawkins                              |                                                                       |
| 1995 | Bad Boys                            | Detetive Marcus Burnett                    |                                                                       |
| 1996 | A Thin Line Between Love and Hate   | Darnell "D.W." Wright                      | Também diretor, produtor executivo, supervisor de música e roteirista |
| 1997 | Nothing to Lose                     | Terrance Paul Davidson                     |                                                                       |
| 1999 | Life                                | Claude Banks                               |                                                                       |
| 1999 | Blue Streak                         | Miles Logan / Detetive Malone              |                                                                       |
| 2000 | Big Momma's House                   | Agente Malcolm Turner / Vovózona           | Também produtor executivo                                             |
| 2001 | What's the Worst That Could Happen? | Kevin Caffery                              | Também produtor executivo                                             |
| 2001 | Black Knight                        | Jamal Walker / Skywalker                   | Também produtor executivo                                             |
| 2002 | Martin Lawrence Live: Runteldat     | Ele mesmo                                  | Também produtor executivo e roteirista                                |
| 2003 | National Security                   | Earl Montgomery                            | Também produtor executivo                                             |
| 2003 | Bad Boys II                         | Detetive Marcus Burnett                    |                                                                       |
| 2005 | Rebound                             | Roy McCormick / Pregador Don               | Também produtor executivo                                             |
| 2006 | Big Momma's House 2                 | Agente Malcolm Turner / Vovózona           | Também produtor executivo                                             |
| 2006 | Open Season                         | Boog (voz)                                 | Dublagem                                                              |
| 2007 | Wild Hogs                           | Bobby Davis                                |                                                                       |
| 2008 | Welcome Home Roscoe Jenkins         | Roscoe Steven Jenkins Jr. / Dr. RJ Stevens |                                                                       |
| 2008 | College Road Trip                   | Chefe James Porter                         |                                                                       |
| 2010 | Death at a Funeral                  | Ryan Parlson                               |                                                                       |
| 2011 | Big Mommas: Like Father, Like Son   | Malcolm Turner / Vovózona                  |                                                                       |
| 2019 | The Beach Bum                       | Capitão Wack                               |                                                                       |
| 2020 | Bad Boys for Life                   | Detetive Marcus Burnett                    |                                                                       |
| 2022 | Mindcage                            | Jake Doyle                                 |                                                                       |
| 2024 | Bad Boys: Ride or Die               | Detetive Marcus Burnett                    | Também produtor executivo                                             |

### Televisão
| Ano       | Título                                | Personagem                               | Notas                                          |
| --------- | ------------------------------------- | ---------------------------------------- | ---------------------------------------------- |
| 1987–1988 | What's Happening Now!!                | Maurice Warfield                         |                                                |
| 1989      | A Little Bit Strange                  | Sydney Masterson                         |                                                |
| 1990      | Kid 'n Play                           | Wiz, Hurbie (voz)                        | Dublagem                                       |
| 1990      | Hammer, Slammer, & Slade              | Willie                                   | Telefilme                                      |
| 1991      | Private Times                         | Mike                                     |                                                |
| 1992–93   | Def Comedy Jam                        | Apresentador                             |                                                |
| 1992–1997 | Martin                                | Martin Payne e vários outros personagens |                                                |
| 1994      | Saturday Night Live                   | Ele mesmo                                | Episódio: "Martin Lawrence/Crash Test Dummies" |
| 2010–11   | Love That Girl!                       |                                          | Também produtor executivo                      |
| 2012      | Untitled Martin Lawrence / CBS Sitcom | Ray Barker                               |                                                |
| 2014      | The Soul Man                          | Crazy Rudy                               | Episódio: "All the Way Live"                   |
| 2014      | Partners                              | Marcus Jackson                           |                                                |

## Discografia

### Álbuns
| Ano  | Álbum                             |
| ---- | --------------------------------- |
| 1993 | Martin Lawrence Live Talkin' Shit |
| 1995 | Funk It                           |

## Prêmios e indicações
- Blockbuster Entertainment Award
  - nomeado com Eddie Murphy na categoria fime de Comédia (2000) para o filme Life
  - nomeado para Ator Favorito (2001) para o filme do Big Momma House
- NAACP Image Award
  - ganhou Melhor Ator em Série de Comédia (1995) para a série Martin
  - ganhou Melhor Ator em Série de Comédia (1996) para a série Martin
  - nomeado para Melhor Ator em Série de Comédia (1997) para a série Martin
- Kids' Choice Awards
  - nomeado para televisão favorito Actor (1995) para a série Martin
  - nomeado para televisão favorito Ator (1996) para a série Martin
  - nomeado para Ator de Filme Favorita (2001) para o filme do Big Momma House
- MTV Movie Award
  - nomeado com Will Smith de Melhor Duo On-Screen (1999) para o filme Bad Boys
  - nomeado para o filme Big Momma House
  - nomeado com Will Smith de Melhor Equipe On-Screen (2003) para o filme Bad Boys II
- ShoWest - Astro do Amanhã (1995)
- Adolescente Choice Award - indicado para cenas Wipeout do Verão (2000) para o filme do Big Momma House
- BET Comedy Award;

- ganhou Icon Comedy Award (2005)